# Herz-Jesu-Missionare

Logo der Herz-Jesu-Missionare

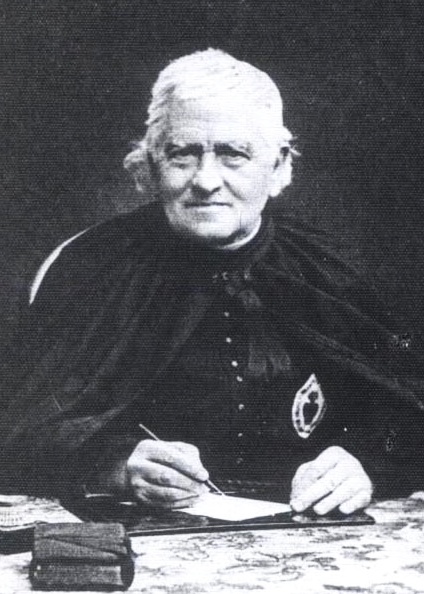
Jules Chevalier

Die Ordensgemeinschaft der Herz-Jesu-Missionare (lateinisch Missionarii Sacratissimi Cordis, französisch Missionaires du Sacré-Cœur (de Jésus), Ordenskürzel MSC) wurde 1854 von P. Jules Chevalier in Issoudun, Diözese Bourges, Frankreich, gegründet. Der Gründer sah im Herzen Jesu jenes Symbol, das den Menschen kündet: „Gott liebt die Menschen und die Welt und will, dass auch die Menschen einander lieben, wie Er uns in Jesus geliebt hat.“

## Geschichte und Verbreitung
Weltweit gehören der Gemeinschaft etwa 1800 Patres, Brüder und Novizen an (Stand am 31. Dezember 2015: 1754). Sie wirken in 55 Staaten und auf allen Kontinenten. Ihre zentrale Leitung, das Generalat, ist in Rom, der Gründungsort Issoudun bei Bourges ist ein bekannter Wallfahrtsort mit der Basilika Notre-Dame du Sacré-Cœur und ein weltweites Fortbildungszentrum der MSC.

## Provinzen
Die Herz-Jesu-Missionare der norddeutschen Provinz sind nach dem Sitz des Provinzialates in Hiltrup bei Münster als „Hiltruper Missionare“ bekannt. 2020 gehörten ihr 37 Patres und Brüder an. Sechs Patres der norddeutschen Provinz, darunter ein Bischof, leben und arbeiten als Missionare und Seelsorger in Peru (Stand 2021). Seit 1883 erscheinen die Hiltruper Monatshefte (ungeachtet des Titels nunmehr als Quartalsschrift), 2021 – infolge der Kriegsunterbrechungen – im 129. Jahrgang. Bis 1969 bestand in Oeventrop eine Ordenshochschule. Bis 1971 gab es in Hiltrup ein großes Missionsmuseum.
Die Herz-Jesu-Missionare der süddeutsch-österreichischen Provinz mit ihrem Zentrum im Salzburger Stadtteil Liefering führen Schulen, Heime, Internate, Pfarreien und Häuser der Besinnung wie im oberbayerischen Steinerskirchen und arbeiten in der Mission im Kongo und in Brasilien.
Die über Jahrzehnte mitgliederstärkste Provinz war die niederländische. Die derzeit mitgliederstärkste Provinz ist die indonesische. 2014 zählte sie 334 Patres und Brüder.

## Einrichtungen
In Hiltrup gründeten die Herz-Jesu-Missionare 1897 ein Gymnasium, das seit 1946 den Namen Kardinal-von-Galen-Gymnasium trägt. 1975 übernahm das Bistum Münster die Trägerschaft für die Schule. Mit über 1000 Schülern ist es eines der größten Gymnasien des Bistums. Ein weiteres Gymnasium in Trägerschaft der Ordensgemeinschaft ist das Johanneum im saarländischen Homburg.

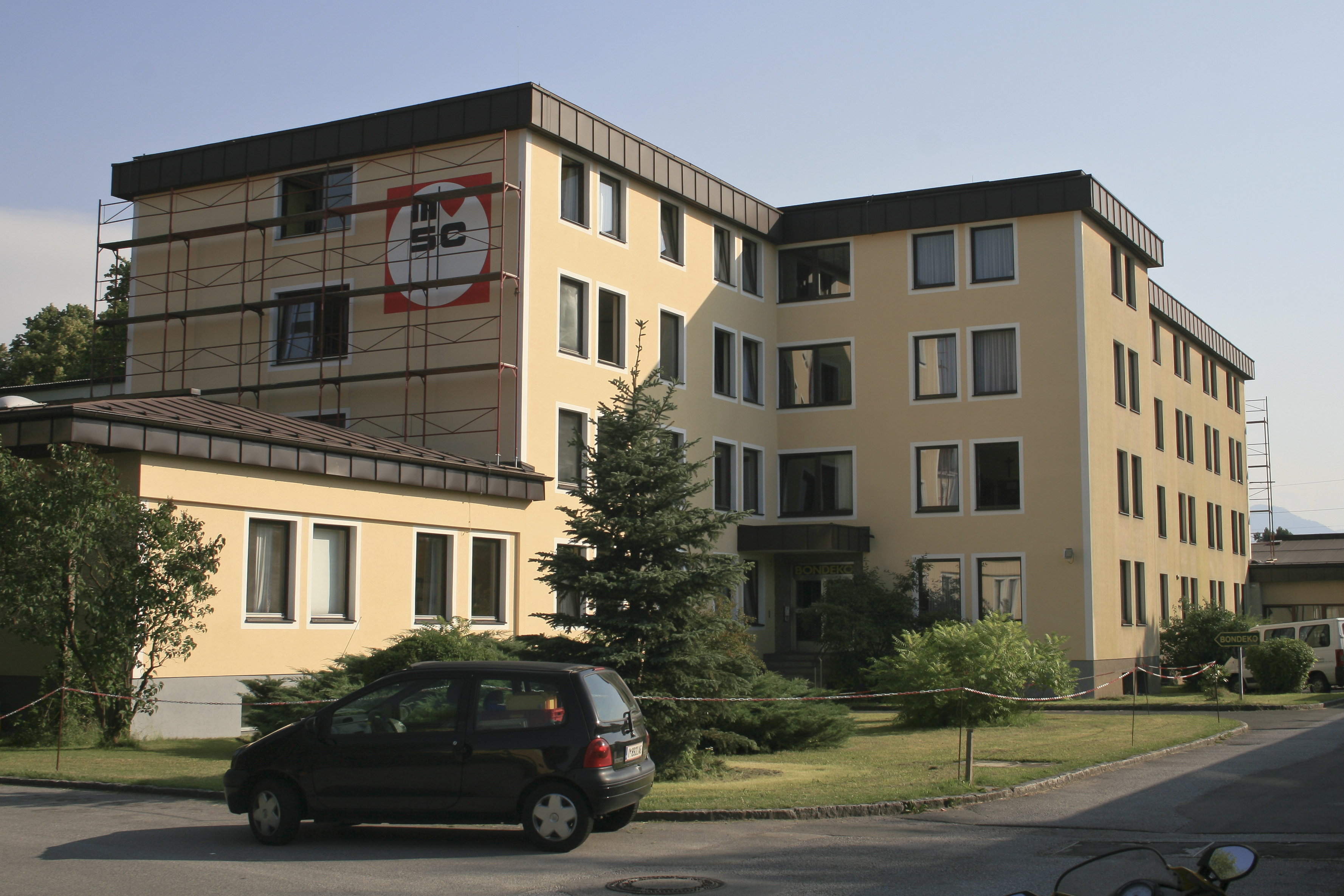
Privatgymnasium in Salzburg-Liefering

In Liefering unterhalten die Herz-Jesu-Missionare der süddeutsch-österreichischen Provinz das Privatgymnasium mit rund 900 Schülerinnen und Schülern. In dessen Schulprofil heißt es: „Sensibel werden für Gott, die eigene Würde und Berufung sowie für den Anderen, besonders den Schwächeren.“ In Donauwörth besteht das Internat Hl. Kreuz, das – wie seine Knabenrealschule – von Schülern aus ganz Deutschland besucht wird.

## Generalsuperioren
Folgende Geistliche leiteten als Generalsuperiore die Ordensgemeinschaft:
| - Jules Chevalier (1869–1901) - Arthur Lanctin (1901–1905) - Eugène Meyer (1905–1920) - Adrianus Brocken (1920–1932) - Christianus Janssen (1932–1947) - Patrick McCabe (1947–1958) | - Jozef Van Kerckhoven (1958–1969) - J. Eugene Cuskelly (1969–1981) - Cornelis Braun (1981–1993) - Michael Curran (1993–2005) - Mark McDonald (2005–2017) - Mario Absalon Alvarado Tovar (seit 2017) |

## Schwesternorden
Aus der Spiritualität der Herz-Jesu-Missionare entstanden zwei Schwesternorden:
- 1900 gründete der Herz-Jesu-Missionar Hubert Linckens die Gemeinschaft der Missionsschwestern vom Heiligsten Herzen Jesu.
- 1956 gründete der Herz-Jesu-Missionar Christian Moser die Gemeinschaft der Missionarinnen Christi.